# Strmosten
Strmosten (izvirno srbsko Стрмостен) je naselje v Srbiji, ki upravno spada pod Občino Despotovac; slednja pa je del Pomoravskega upravnega okraja.

## Demografija
V naselju živi 738 polnoletnih prebivalcev, pri čemer je njihova povprečna starost 44,3 let (43,1 pri moških in 45,6 pri ženskah). Naselje ima 276 gospodinjstev, pri čemer je povprečno število članov na gospodinjstvo 3,26.
To naselje je, glede na rezultate popisa iz leta 2002, večinoma srbsko.
|  |

| Demografija | Demografija     | Demografija     |
| Leto        | Št. prebivalcev | Št. prebivalcev |
| ----------- | --------------- | --------------- |
|             |                 |                 |
|             |                 |                 |
|             |                 |                 |
|             |                 |                 |
| 1948        | 1185            |                 |
| 1953        | 1285            |                 |
| 1961        | 1322            |                 |
| 1971        | 1242            |                 |
| 1981        | 1193            |                 |
| 1991        | 1074            | 984             |
| 2002        | 1017            | 902             |
|             |                 |                 |

| Etnična sestava po popisu iz leta 2002 | Etnična sestava po popisu iz leta 2002 | Etnična sestava po popisu iz leta 2002 | Etnična sestava po popisu iz leta 2002 | Etnična sestava po popisu iz leta 2002 |
| -------------------------------------- | -------------------------------------- | -------------------------------------- | -------------------------------------- | -------------------------------------- |
| Srbi                                   | Srbi                                   |                                        | 892                                    | 98,89%                                 |
| Makedonci                              | Makedonci                              |                                        | 4                                      | 0,44%                                  |
| Ukrajinci                              | Ukrajinci                              |                                        | 1                                      | 0,11%                                  |
| Neznano                                | Neznano                                |                                        | 5                                      | 0,55%                                  |